# Claude Piéplu

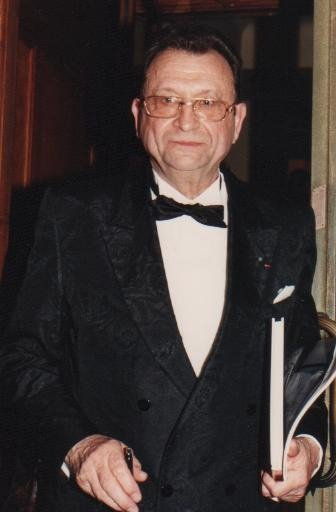
Claude Piéplu bei den Filmfestspielen von Cannes 1991

Claude Léon Auguste Piéplu (* 9. Mai 1923 in Paris; † 24. Mai 2006 ebenda) war ein französischer Schauspieler.

## Leben
Piéplu nahm bereits als Jugendlicher Schauspielunterricht. Nach mehreren Theaterrollen begann seine Filmkarriere 1956 mit der Komödie Adorables démons von Maurice Cloche. Er war der weise Druide Miraculix in Claude Zidis Asterix und Obelix gegen Caesar, der Oberst in Luis Buñuels Der diskrete Charme der Bourgeoisie und der Kleinstadt-Bürgermeister Paul Delamare in Claude Chabrols Blutige Hochzeit.
Es folgten zahlreiche, zumeist komische Rollen in Filmen wie Adel schützt vor Torheit nicht von Yves Robert und Die Abenteuer des Rabbi Jakob von Gérard Oury. Als Charakterdarsteller brillierte er im Zölibatsdrama Der Abbé und die Liebe von Denys de La Patellière. Darin spielte er als Ancely den Priesterkollegen von Jean Rastaud (Robert Hossein), dem er wie auch dessen Freundin (Claude Jade) ins Gewissen redet, sich danach aber selbst dem Kommunismus zuwendet. In Frankreich wurde Piéplu auch als Sprecher der Zeichentrickserie Shadoks bekannt.
Piéplu spielte in rund 40 Filmen und stand in 175 Rollen auf der Theaterbühne. Politisch engagierte er sich bis zuletzt für die Abrüstung. Piéplu starb im Alter von 83 Jahren.

## Filmografie
- 1948: Von Mensch zu Mensch (D’homme à hommes) – Regie: Christian-Jaque
- 1957: Adorables démons – Regie: Maurice Cloche
- 1958: Komm mit, Kleiner (Suivez-moi jeune homme) – Regie: Guy Lefranc
- 1959: Rififi bei den Frauen (Du rififi chez les femmes) – Regie: Alex Joffé
- 1960: Affäre einer Nacht (L’affaire d’une nuit) – Regie: Henri Verneuil
- 1960: Der Boß und sein Engel (Le caïd) – Regie: Bernard Borderie
- 1960: Die Französin und die Liebe (La Française et l’amour) – Regie der Episode L’adultère: Henri Verneuil
- 1961: Der tolle Amerikaner (La belle Américaine)
- 1961: Sie nannten ihn Rocca (Un nommé la Rocca) – Regie: Jean Becker
- 1962: Das brennende Gericht (La Chambre ardente)
- 1962: Der Teufel und die Zehn Gebote (Le Diable et les Dix Commandements)
- 1963: Le temps des copains – Regie: Robert Guez
- 1964: Balduin, der Geldschrankknacker (Faites sauter la banque)
- 1964: Bei Oscar ist ’ne Schraube locker (Une souris chez les hommes)
- 1964: Der Gendarm von St. Tropez (Le gendarme de St. Tropez)
- 1964: Diamanten-Story (Cherchez l’idole) – Regie: Michel Boisrond
- 1964: Les copains – Regie: Yves Robert
- 1964: Un drôle de caïd – Regie: Jacques Poitrenaud
- 1965: Les pieds dans le plâtre – Regie: Jacques Fabbri, Pierre Lary
- 1965: Geld oder Leben (La bourse et la vie) – Regie: Jean-Pierre Mocky
- 1967: Si j’étais un espion – Regie: Bertrand Blier
- 1967: Mit teuflischen Grüßen (Diaboliquement vôtre)
- 1967: Der Mann mit dem Buick (L’homme à la buick) – Regie: Gilles Grangier
- 1968: L’écume des jours – Regie: Charles Belmont
- 1968: Seine Gefangene (La prisonnière) – Regie: Henri-Georges Clouzot
- 1969: Pack den Tiger schnell am Schwanz (Le Diable par la queue)
- 1969: Onkel Paul, die große Pflaume (Hibernatus)
- 1969: Adel schützt vor Torheit nicht (Clérambard) – Regie: Yves Robert
- 1970: Le pistonné – Regie: Claude Berri
- 1971: Der Seebär von St. Malo (Le drapeau noir flotte sur la marmite) – Regie: Michel Audiard
- 1971: La coqueluche – Regie: Christian-Paul Arrighi
- 1972: Der diskrete Charme der Bourgeoisie (Le charme discret de la bourgeoisie)
- 1972: Sex-Shop – Regie: Claude Berri
- 1972: Die Abenteuer des Rabbi Jacob (Les aventures de Rabbi Jacob)
- 1973: Durch Paris mit Ach und Krach (Elle court, elle court la banlieue)
- 1973: Blutige Hochzeit (Les noces rouges)
- 1973: Die Angst vor der Wahrheit (Défense de savoir) – Regie: Nadine Trintignant
- 1973: Der Abbé und die Liebe (Prêtres interdits)
- 1974: Hummeln im Hintern (La gueule de l’emploi) – Regie: Jacques Rouland
- 1974: Der Rücksichtslose (Par le sang des autres)
- 1974: Eine Wolke zwischen den Zähnen (Un nuage entre les dents) – Regie: Marco Pico
- 1974: Gross Paris – Regie: Gilles Grangier
- 1974: Das Gespenst der Freiheit (Le fantôme de la liberté)
- 1974: Der lange Blonde mit den roten Haaren (La moutarde me monte au nez)
- 1975: Sondertribunal – Jeder kämpft für sich allein (Section spéciale)
- 1975: Man hat’s nicht leicht auf dieser Welt (C’est dur pour tout le monde) – Regie: Christian Gion
- 1975: Die Gelüste des Herrn Theobald (Les galettes de Pont-Aven) – Regie: Joël Séria
- 1975: Unser Weg ist der beste (La meilleure façon de marcher)
- 1975: Der Mieter (Le locataire)
- 1976: Calmos – Regie: Bertrand Blier
- 1976: Computer morden leise (L’ordinateur des pompes funèbres) – Regie: Gérard Pirès
- 1976: Gaunerlehre (L’apprenti salaud) – Regie: Michel Deville
- 1977: Süßer Wahn (Dites-lui que je l’aime)
- 1977: Le mille-pattes fait des claquettes – Regie: Jean Girault
- 1977: Et vive la liberté – Regie: Serge Korber
- 1978: Der kleine Spinner mit dem großen Socken (Chaussette surprise) – Regie: Jean-François Davy
- 1978: Vas-y maman – Regie: Nicole de Buron
- 1978: Ein Pauker zum Verlieben (Le pion)
- 1978: Zucker, Zucker! (Le sucre)
- 1978: Ils sont grands ces petits – Regie: Joël Santoni
- 1979: Der König und der Vogel (Le roi et l’oiseau) – Regie: Paul Grimault Sprechrolle
- 1986: Dreißig Grad minus (La galette du roi) – Regie: Jean-Michel Ribes
- 1986: Beau temps mais orageux en fin de journée – Regie: Gérard Frot-Coutaz
- 1986: Der Tölpel (Le paltoquet)
- 1989: Suivez cet avion – Regie: Patrice Ambard
- 1989: Après après demain – Regie: Gérard Frot-Coutaz
- 1994: Les faussaires – Regie: Frédéric Blum
- 1994: Casque bleu – Regie: Gérard Jugnot
- 1996: Fallait pas! … – Regie: Gérard Jugnot
- 1997: Les paradoxes de Buñuel – Regie: Jorge Amat
- 1999: Asterix und Obelix gegen Cäsar (Astérix et Obélix contre César)

## Theater
- 1946: Federigo (Prosper Mérimée)
- 1970: Du côté de chez l’autre (Alan Ayckbourn; Théâtre de la Madeleine)
- 1971: L’école des femmes (Molière; Festival du Marais)
- 1973: La débauche (Marcel Achard)
- 2001: Rendez-vous dans cinquante ans